# Trofeo Manta Open 2009
Il Trofeo Manta Open 2009 è un torneo professionistico di tennis maschile giocato sul cemento, che faceva parte dell'ATP Challenger Tour 2009. Si è giocato a Manta in Ecuador dal 20 al 26 luglio 2009.

## Partecipanti

### Teste di serie
| Nazionalità     | Giocatore              | Ranking* | Testa di serie |
| --------------- | ---------------------- | -------- | -------------- |
| Argentina       | Horacio Zeballos       | 131      | 1              |
| Ecuador         | Giovanni Lapentti      | 164      | 2              |
| Brasile         | Ricardo Hocevar        | 200      | 3              |
| Messico         | Santiago González      | 204      | 4              |
| Regno Unito     | James Ward             | 206      | 5              |
| Rep. Dominicana | Víctor Estrella Burgos | 227      | 6              |
| Venezuela       | José de Armas          | 255      | 7              |
| Argentina       | Mariano Puerta         | 276      | 8              |

- Ranking al 13 luglio 2009.

### Altri partecipanti
Giocatori che hanno ricevuto una wild card:
- Patricio Alvarado
- Alejo Apud
- Mariano Zabaleta

Giocatori passati dalle qualificazioni:
- Bruno Echagaray
- Gonzalo Escobar
- Emilio Gómez
- Guido Pella

## Campioni

### Singolare
Horacio Zeballos ha battuto in finale  Vincent Millot con il punteggio di 3–6, 7–5, 6–3

### Doppio
Ricardo Hocevar /  André Miele hanno battuto in finale  Santiago González /  Horacio Zeballos con il punteggio di 6–1, 2–6, [10–7]